# Nivonpad

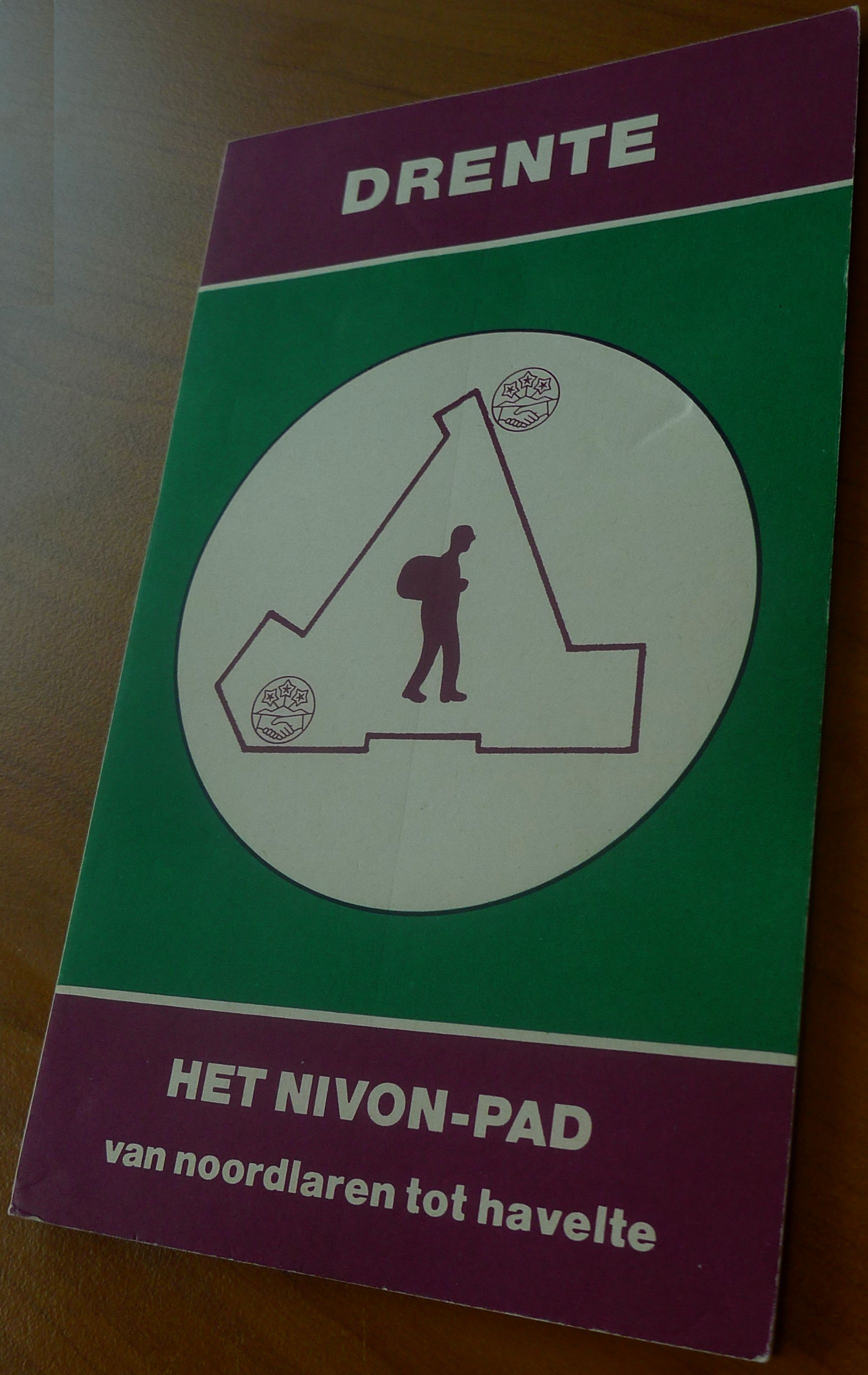
Het wandelgidsje van het Nivonpad

Het Nivonpad was de naam van het eerste naoorlogse lange-afstand-wandelpad van Nederland, uitgezet in de provincie Drenthe, dat in een boekje (wandelgids) beschreven was en in het veld was gemarkeerd. De markering bestond uit kwartronde paaltjes met een witte kop en rode N.
Het pad is opgevolgd door het Drenthepad.
Het 110 kilometer lange pad is in 1975 geopend door een werkgroep van het Nivon en liep van natuurvriendenhuis De Hondsrug bij Noordlaren tot aan natuurvriendenhuis Het Hunehuis bij Havelte. De route ging via Zuidlaren, Gasteren, Rolde, Anderen, Papenvoort, Schoonloo, Orvelte, Hooghalen en Uffelte. De markering in het veld was naast een rode 'N' op houten paaltjes ook de wit-rode horizontale strepen zoals die in Frankrijk al gebruikelijk waren bij de GR-paden. Als men het pad binnen een half jaar gelopen had en de ingevulde stempelkaart naar de werkgroep opstuurde (en vijf gulden overmaakte) kreeg men als bewijs hiervan een oorkonde en een bronzen herinneringsspeld. Had men het pad driemaal gelopen dan was de speld van zilver en had men de tocht zesmaal volbracht kreeg men een gouden speld.
Toen enkele jaren later een tweede Nivonpad ontstond, van Havelte naar Buurse, werden de paden omgedoopt tot respectievelijk het Nivonpad door Drenthe en het Nivonpad door Overijssel. In 1985 was het boekje aan een tweede druk toe, waarbij de naam van het pad werd verkort tot Drentepad (nog zonder th). Omdat het Pieterpad, ontstaan in 1983, de oostelijke helft van het Nivonpad volgde, liep de belangstelling van wandelaars voor het Drentepad sterk terug. Ditzelfde effect trad op bij het Nivonpad door Overijssel, in 1985 omgedoopt tot Overijsselpad, wat uiteindelijk werd vervangen door het Overijssels Havezatenpad.
In 1995 werd – bij het vijftienjarig bestaan van het pad – een nieuwe rondgaande route gepresenteerd: streekpad het Drenthepad (nu mét th). Het westelijke deel van het Nivonpad door Drente was daarin opgenomen. In plaats van het oostelijk deel dat door het Pieterpad was overgenomen, werd het Zwerfsteenpad opgenomen. Dit ging via Noordlaren, Anloo, Gieten, Gasselte, Borger, Exloo, Valthe en Emmen. De markering in het veld werd gewijzigd in het geel-rood van de streekpaden. In 2009 is het pad nog eenmaal uitgebreid met een deel van het voormalige Domelapad van Glimmen via Peizerwolde, Leek en Roden naar Norg. Dit ten koste van de route van Glimmen via Yde en Vries naar Norg. Met deze wijziging kwam de totale afstand van het Drenthepad op 324 kilometer. De feestelijke opening van het pad in de huidige vorm vond plaats op 2 april in natuurvriendenhuis Het Hunehuis.
Tegenwoordig wordt Nivonpad veel algemener gebruikt voor elk van de wandelroutes die het Nivon in beheer heeft. In Vlaardingen is ook een fietspad te vinden met de straatnaam Nivonpad, geïnspireerd op natuurvriendenhuis De Hoogkamer (inmiddels opgeheven) dat vlak in de buurt was gelegen.

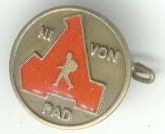
Herinneringsspeld Nivonpad
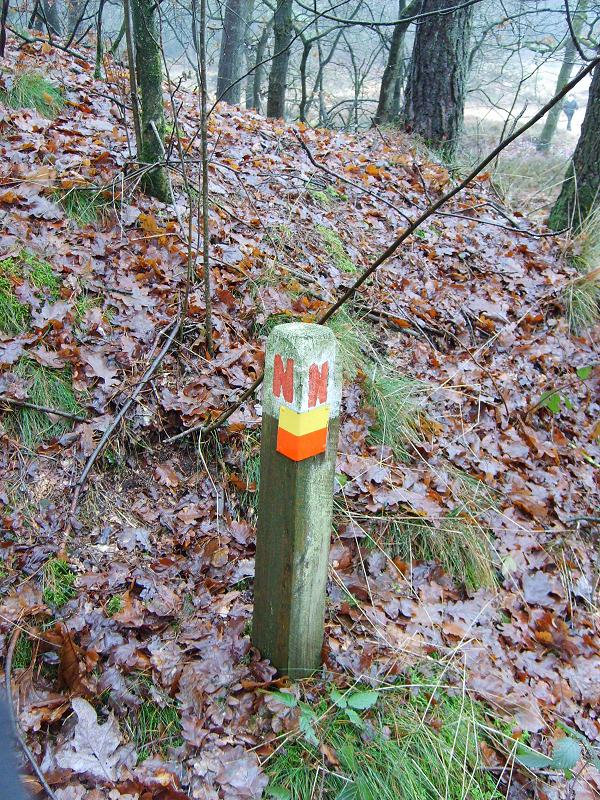
Nivon-paaltje, met huidige streekpadmarkering

## Andere Nivonpaden
Andere Nivonpaden tussen de natuurvriendenhuizen waren:
- het Heuvelrugpad (LAW 4-1), van het Koos Vorrinkhuis in Lage Vuursche naar Natuurvriendenhuis De Bosbeek in Bennekom
- het Waterlandpad (LAW 4-2), van het Koos Vorrinkhuis naar Het Zeehuis in Bergen aan Zee
- het Gelrepad (LAW 2-3), van De Bosbeek naar Den Broam in Buurse
Deze drie paden zijn uiteindelijk samengevoegd tot het Trekvogelpad (LAW 2).
- het Vierstromenpad (LAW 4-3) liep van  De Bosbeek in Bennekom naar Natuurvriendenhuis Morgenrood in Oisterwijk
- de Noordzeeroute (Nivonpad 5) verbond De Banjaert in Wijk aan Zee met het Koos Vorrinkhuis
Van deze laatste route is weinig meer over.